# 向田邦子
向田邦子（1929年11月28日—1981年8月22日），為日本電視劇作家、隨筆家、小說家。出生於東京都世田谷區若林。
在為廣播電視撰寫腳本和劇本之前，向田曾擔任電影雜誌的記者。他根據自己的經歷在《七人之孫》、《寺內貫太郎一家》等作品中溫暖地刻畫平民的生活，也呈現著百姓的陰暗面，因而被譽為「家庭劇的旗手」。1980年，她憑藉短篇小說系列《花之生》、《川牛莊》、《狗窩》（後收錄於《思出流浪漢》）獲得第83回直木賞。

## 生平
向田於1929年（昭和4年）出生於東京都荏原郡世田谷町若林市（現東京都世田谷區若林） 。高中畢業後，父親加入第一徵兵保險（東邦生命保険，現直布羅陀人壽保險）擔任服務員，由於父親工作關係，自小在日本各地屢次遷居中成長，並先後就讀於香川縣高松市立四番町小學、東京都立目黑女子高等學校、實踐女子專科學校（現實踐女子大學）日語科。
畢業後，向田加入金融文化公司擔任總裁秘書。之後，他轉職到雄鶏社，分配到《Eiga Story》的編輯部擔任電影雜誌的編輯。大約在那時，他跟隨市川三郎學習劇本創作，並立志成為一名腳本作家。離開雄鶏社後，他從事過編劇、散文家和小說家的工作。並在線後擔任家庭劇作品的編劇著稱，曾製作過《是時候了》、《寺內貫太郎家族》、《宛如阿修羅》等多部膾炙人口的作品。並於70年代與倉本聰、山田太一併稱為「三大劇本作家。」

### 逝世
1981年8月22日，向田因隨筆集取材至臺灣旅行，搭乘遠東航空103號班機（波音737-222）自台北松山機場至高雄國際機場時，因空難而喪生，享年51歲。身亡後，向田葬於東京都府中市的多摩靈園，法號「芳章院釋清邦」。
1983年，為紀念向田對於劇本的貢獻，特別創設「向田邦子賞」獎項，以獎勵其他從事劇本寫作人員。

## 作品
- 寺內貫太郎一家（寺内貫太郎一家）
- 父親的道歉信（父の詫び状）
- 女兒的道歉信（眠る盃）
- 回憶·撲克牌（思い出トランプ）
- 隔壁女子（隣りの女）
- 午夜的玫瑰（夜中の薔薇）
- 女人的食指（女の人差し指）
- 宛如阿修羅（阿修羅のごとく）
- 向田邦子的情書（向田邦子の恋文），去世20年後，妹妹向田和子在整理向田邦子的遺物時，發現並整理出版。

## 外部連結
- 向田邦子文庫（页面存档备份，存于）
- 三義空難（页面存档备份，存于）
- 三義空難紀念碑（劉梓潔 攝）
- 向田邦子在互联网电影资料库（IMDb）上的資料（英文）